# Ratusz w Głubczycach
Ratusz w Głubczycach – ratusz znajdujący się w Głubczycach na obszarze dawnego rynku miejskiego.

## Historia

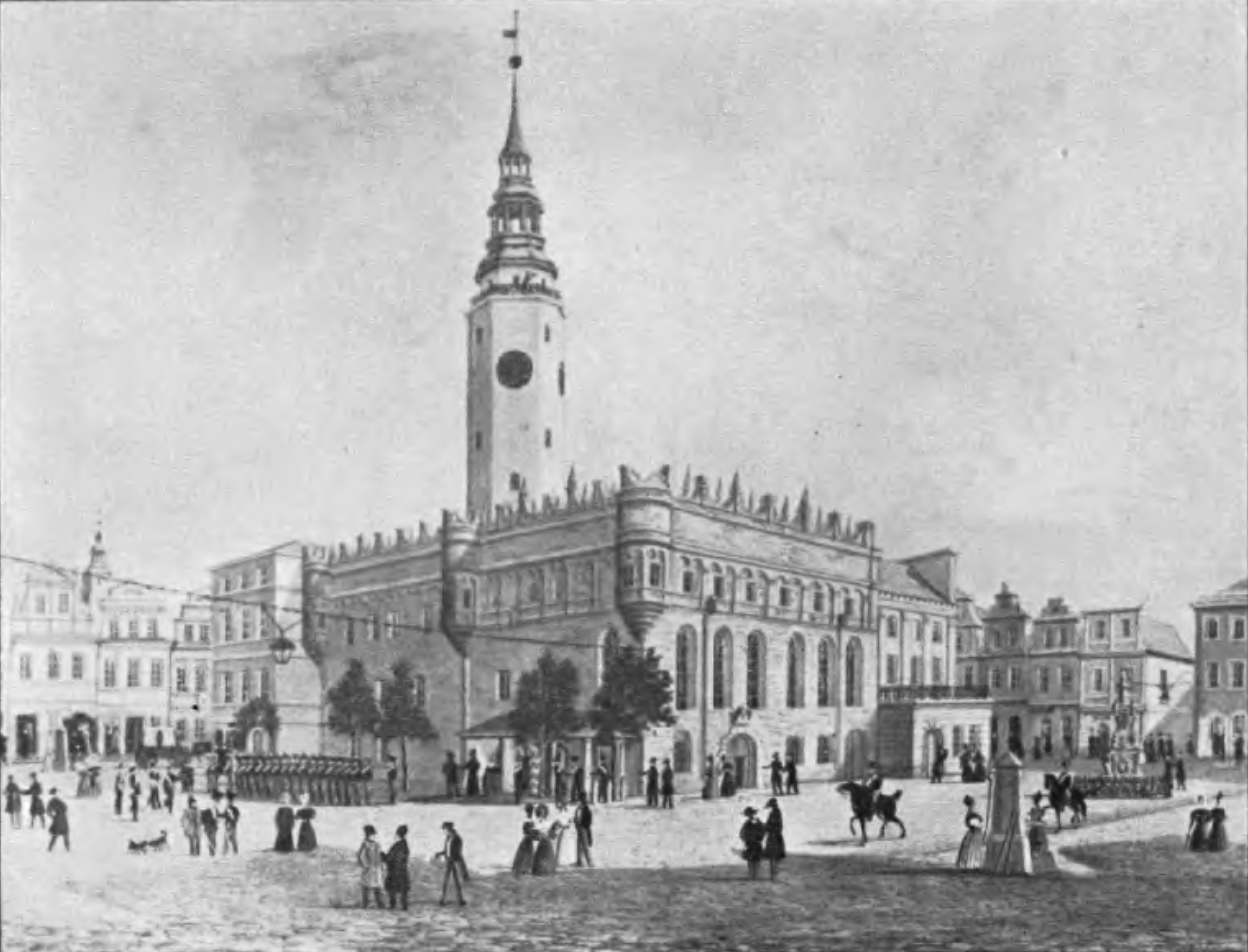
Ratusz w Głubczycach przed przebudową w latach 1863–1864

Głubczycki ratusz po raz pierwszy był wzmiankowany w 1383 roku. Powstał jako efekt przebudowy znajdującego się w tym miejscu XIII-wiecznego domu kupieckiego. W 1570 roku przeprowadzono rozbudowę ratusza poprzez dostawienie do niego wieży i nadanie mu formy renesansowej z bogato zdobioną attyką. Podczas pożaru miasta w 1603 roku ratusz spłonął. Odbudowano go w 1606 roku; wtedy też wieża otrzymała sgraffitową dekorację. W latach 1862–1864 budynek głubczyckiego ratusza został przebudowany w stylu neogotyckim według projektu znanego wrocławskiego architekta Karla Lüdecke. Z kolei w 1931 roku pod kierunkiem Paula Klehra doszło do przebudowy hallu i pomieszczeń Kasy Oszczędnościowej w ratuszu. Do hallu przeniesiono stojący dotąd na zewnątrz u stóp wieży pomnik pruskiego feldmarszałka Remusa von Woyrscha, dłuta Paula Ondruscha, a stare sukiennice stały się hallem wejściowym. Zarazem przeniesiono główne wejście z zachodniej do północnej części ratusza.
W 1945 roku przez Głubczyce przetoczył się front wschodni II wojny światowej. Miasto zostało wtedy zbombardowane, a ratusz spłonął. Jego wypalona ruina była w późniejszych latach stopniowo rozbierana, aż wreszcie pozostał jedynie kikut wieży i obmurowanie parteru.
W 2006 roku władze miasta podjęły się odbudowy ratusza. Jej koszt oszacowano na ok. 13 mln zł (z czego 5 mln pochodziło ze środków UE). Otwarcie obiektu odbyło się w czerwcu 2008 roku. Odbudowany ratusz nawiązuje swym wyglądem do czasów posiadania przez pierwotną budowlę renesansowego wystroju fasady. Mieści się w nim Muzeum Ziemi Głubczyckiej i biblioteka, wieża służy za punkt widokowy, natomiast w przylegających do ratusza odbudowanych kamienicach kupieckich urządzono mieszkania i lokale usługowe.

## Galeria

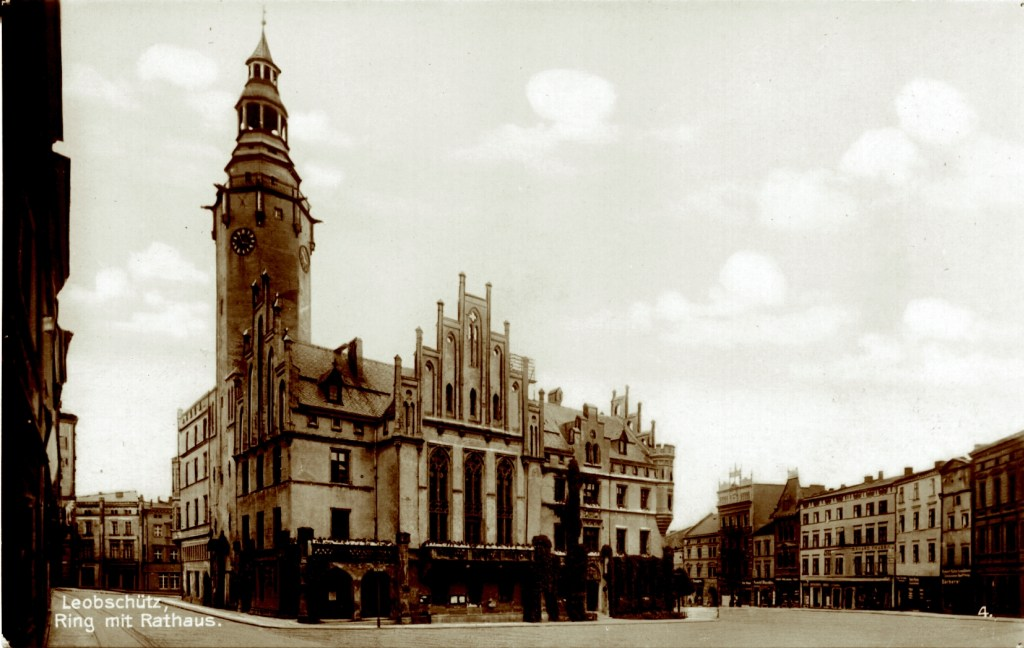
Ratusz w Głubczycach na dawnej fotografii
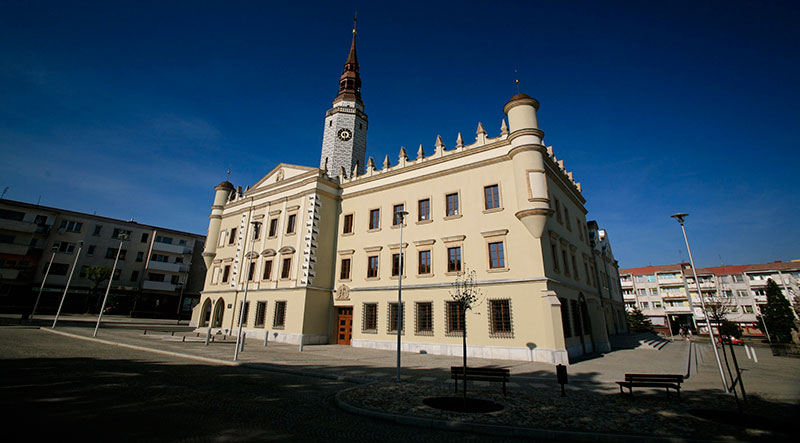
Ratusz w Głubczycach współcześnie
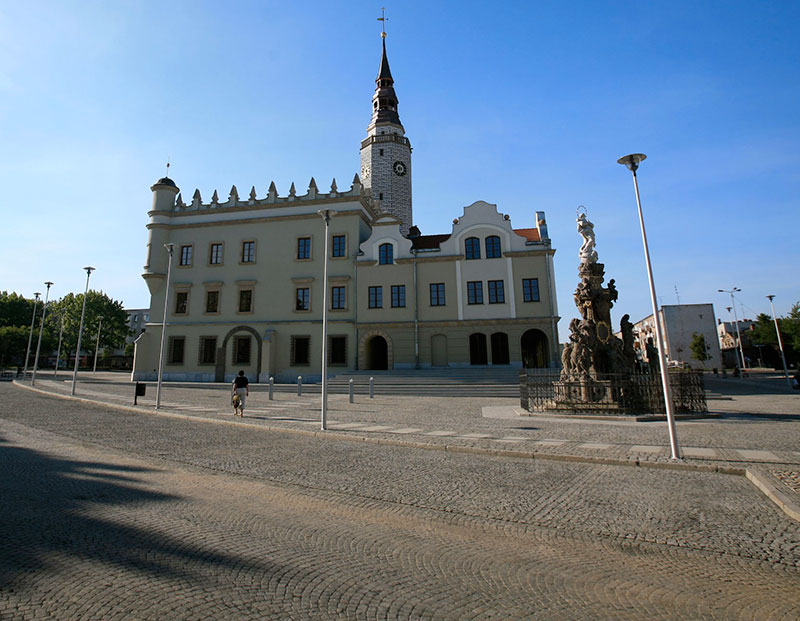
Ratusz w Głubczycach współcześnie
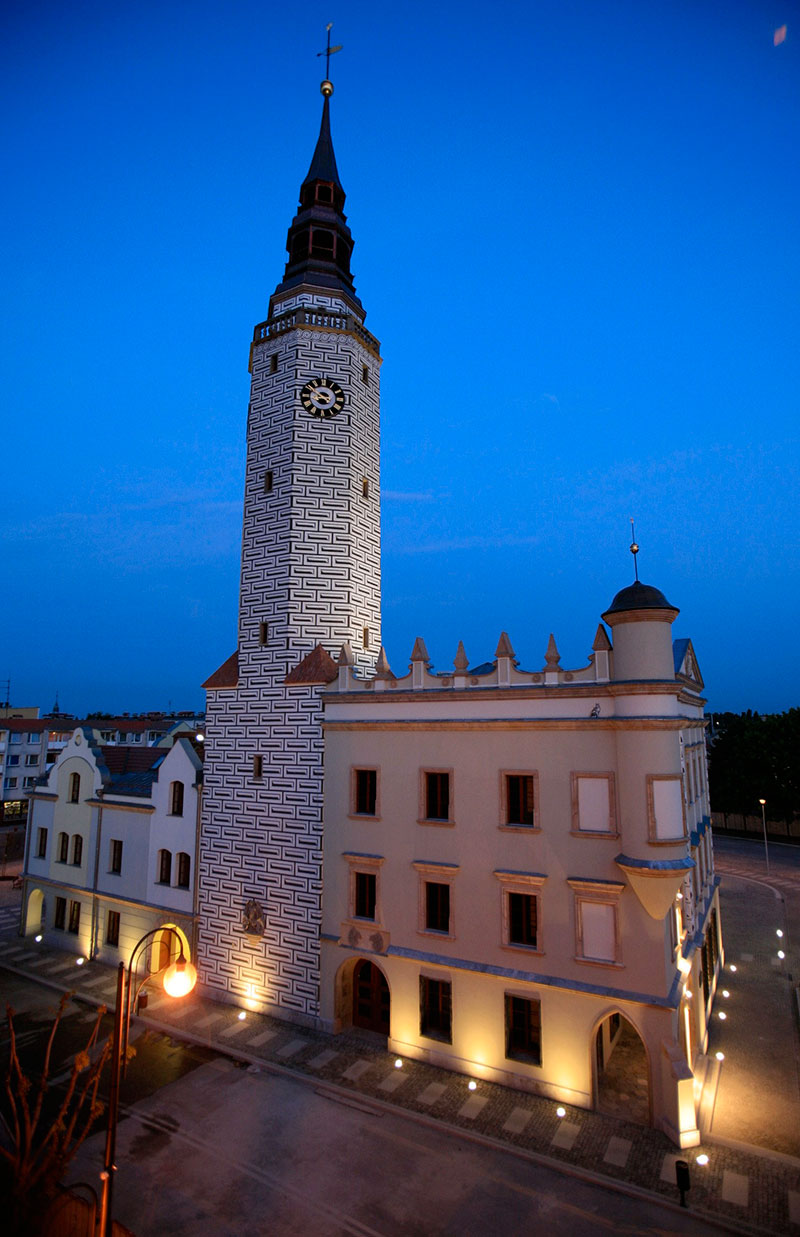
Ratusz w Głubczycach współcześnie